# Kanton Niolu-Omessa
Kanton Niolu-Omessa (francouzsky Canton de Niolu-Omessa) je francouzský kanton v departementu Haute-Corse v regionu Korsika. Tvoří ho 12 obcí.

## Obce kantonu
- Albertacce
- Calacuccia
- Casamaccioli
- Castiglione
- Castirla
- Corscia
- Lozzi
- Omessa
- Piedigriggio
- Popolasca
- Prato-di-Giovellina
- Soveria